# NGC 5182
NGC 5182 (другие обозначения — ESO 444-62, MCG -5-32-34, IRAS13278-2753, PGC 47489) — галактика в созвездии Гидра.
Этот объект входит в число перечисленных в оригинальной редакции «Нового общего каталога».